# Energia renovable

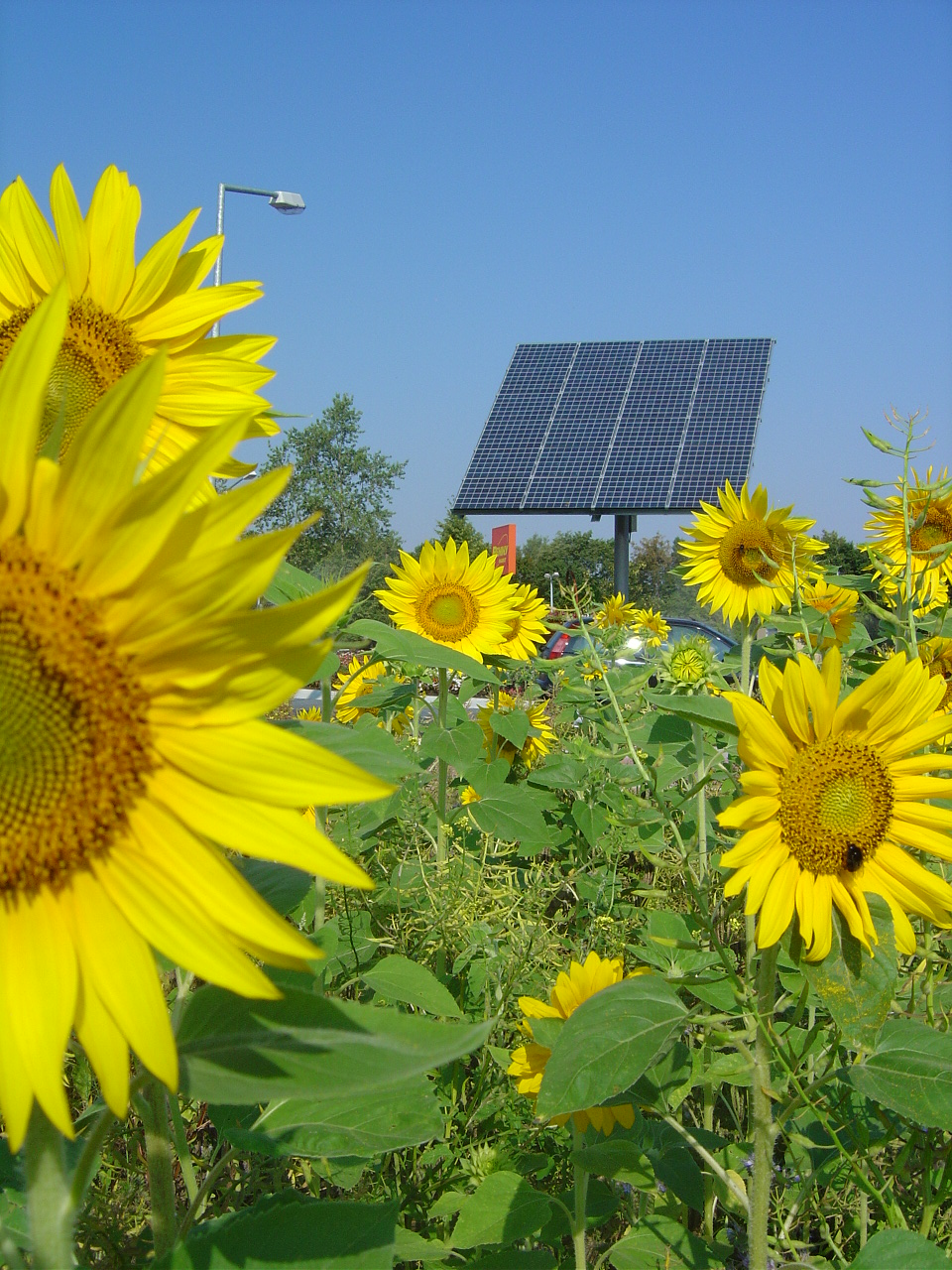
Panell captador d'irradiació solar. L'energia solar és un exemple d'energia renovable.

L'energia renovable és el conjunt de fonts d'energia que periòdicament es troben a disposició dels humans i que aquests són capaços de transformar en energia útil. Teòricament són inesgotables, ja que majoritàriament provenen de l'energia del sol. Considerem que es regeneren, o es renoven, naturalment de manera més ràpida a la velocitat que les consumim. Alguns exemples en són l'escalfor solar, el vent, les marees i l'escalfor dins de la terra.
En general són fonts d'energia dispersa o molt poc concentrada, per exemple només un 5% de la irradiació solar és absorbida al sòl i encara menys, un 0,3%, és absorbida per les plantes. Moltes depenen de la geografia i del clima, de manera que no tots els sistemes d'energies renovables es poden instal·lar a qualsevol indret. Una altra característica és variable com que depén de les variacions meteorològiques. Això fa que cal completar l'explotació amb sistemes d'emmagatzematge d'energia per fer la servir segons la demanda. En una gran xarxa també la variabilitat es pot estabilitzar per compensació: per exemple, molins en una zona amb vent poden compensar-les en una zona de calma, com que és molt rar que no faci vent enlloc.
El 2006, aproximadament el 18% del consum mundial d'energia havia estat generat per fonts renovables. El 2017 a Catalunya les energies renovables representaven el 5,1% de l'energia primària. El 2008 Greenpeace va presentar un informe a la Generalitat de Catalunya segons el qual es podria arribar al 100% de producció d'energies renovables l'any 2050.

## Classificació
Les energies renovables es consideren com a energies alternatives comparades amb el model energètic tradicional, tant per la seva disponibilitat (present i futura) garantida (a diferència dels combustibles fòssils que necessiten milers d'anys) com pel seu menor impacte ambiental. Tanmateix, aquest impacte pot ser molt gran, com el causat per l'embassament de les Tres Gorges, estrenat el 2003 a la Xina i que va propiciar el desplaçament de milions de persones i la inundació de molts km² de terres.
L'any 2017, el 13,7% de l'energia consumida al món tenia originava en una font renovable. En primer lloc, el 9,8% provenia dels biocombustibles i residus com la llenya. La hidroelectricitat ocupava el segon lloc en importància amb la producció del 2,5% de l'energia primària consumida al món, seguida al tercer lloc amb un 1,1% per la resta d'energies renovables com l'eòlica, la solar i d'altres com per exemple l'energia mareomotriu. En últim lloc, l'energia geotèrmica, només va produir el 0,6%.

## Evolució històrica

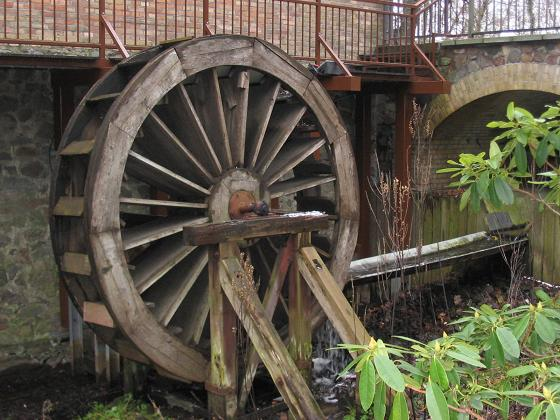
Roda de molí (energia hidràulica)

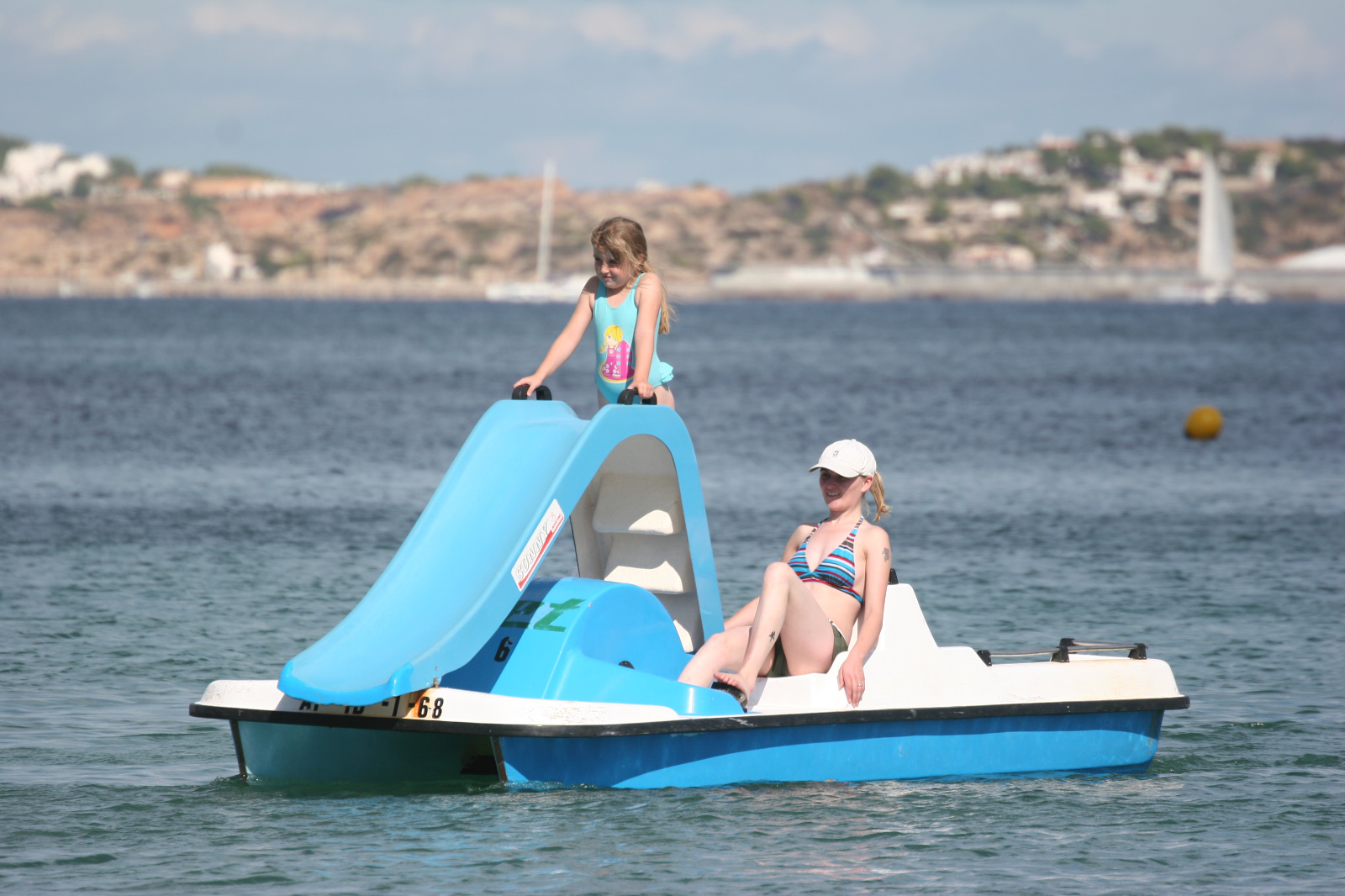
Patí d'aigua (energia mecànica humana)

Les energies renovables han constituït una part important de l'energia utilitzada pels humans des de temps remots, especialment la mecànica (animal o humana: a la construcció, navegació, agricultura, transport humà i de mercaderies, etc.), l'eòlica (molins de vent, navegació) i la hidràulica (molins).
A partir de la Revolució Industrial, amb l'aplicació industrial de la màquina de vapor, i més endavant encara més amb la tecnologia dels motors de combustió per als transports de persones i de mercaderies, es van abandonar parcialment aquestes formes d'aprofitament. En aquella època aquestes noves tecnologies es veien com un elevat augment de la producció i una eficaç revolució als mitjans de transport, sense tenir en compte el cost social ni pensar a la sostenibilitat al llarg del temps. Més endavant l'ús generalitzat de l'electricitat, obtinguda sobretot a partir de la combustió de combustibles fòssils o nuclears, va contribuir a fer que el percentatge d'energies renovables dins del consum total energètic fos cada vegada menor; alhora que aquest consum augmentava vertiginosament.

## Principals energies renovables
En principi, les fonts permanents són les que tenen origen solar, de fet, se sap que el Sol romandrà per més temps que la Terra. Tot i així, el concepte de renovabilitat depèn de l'escala de temps que s'utilitzi i del ritme d'ús dels recursos.

### Energia hidràulica

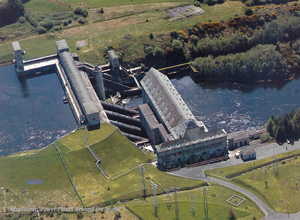
Central hidroelèctrica

L'energia potencial acumulada als salts d'aigua pot ser transformada en energia elèctrica. Les centrals hidroelèctriques aprofiten l'energia potencial de l'aigua dels rius per posar en funcionament unes turbines que mouen un generador elèctric. Aquesta energia es considera renovable perquè no consumeix l'aigua sinó que només n'aprofita el seu moviment. És indispensable vetllar per què la temperatura i la composició de l'aigua sigui igual abans que després del salt, i així i tot, el fet d'acumular aigua modifica l'ecosistema del riu.
A Catalunya, per la geografia, són molt abundants les centrals minihidràuliques, en salts de rius més petits i que produeixen, individualment, menys energia que una hidràulica però que, pel fet de poder posar-hi més, en conjunt poden generar una gran quantitat d'energia.

### Energia eòlica

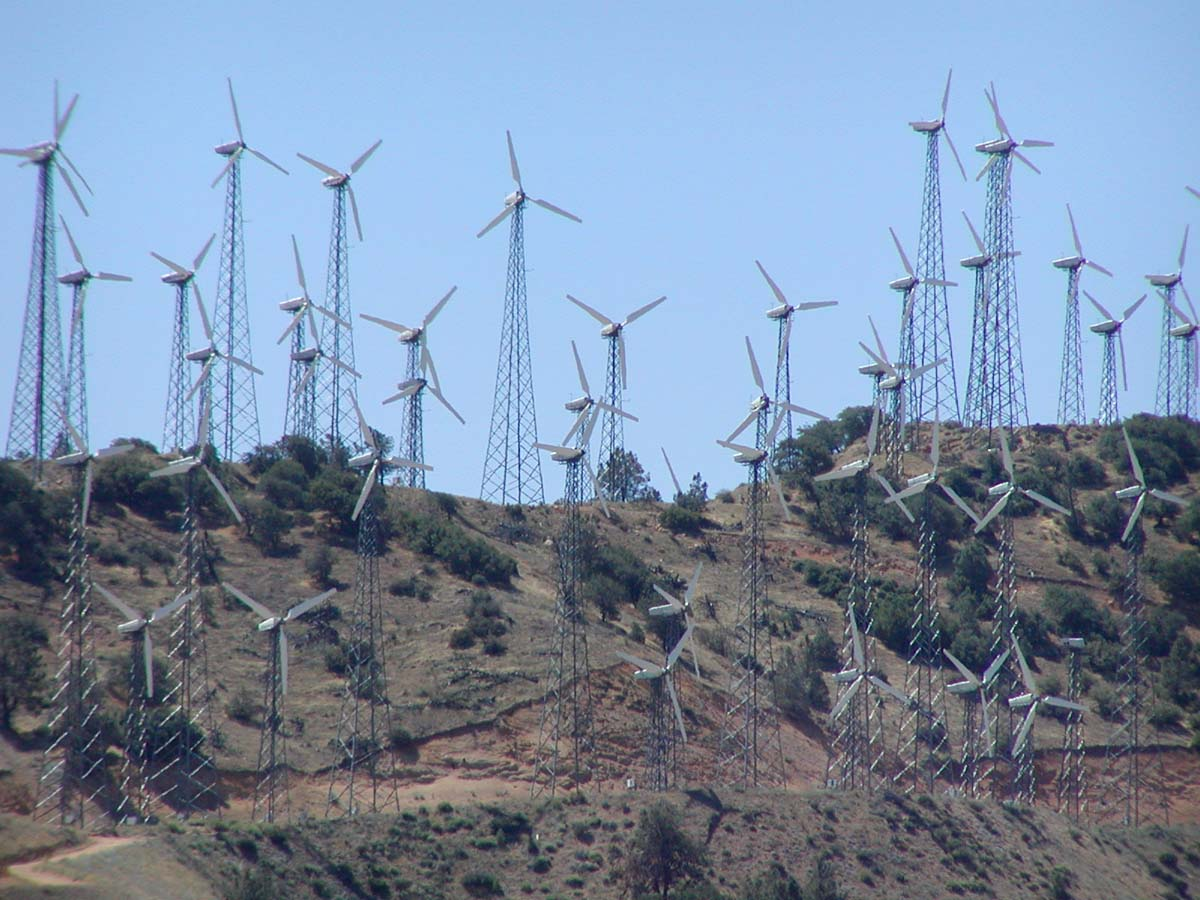
Generadors eòlics d'energia

Prop del 2% d'energia que arriba del Sol a la Terra es transforma en energia cinètica de l'aire en moviment, és a dir vent, a l'atmosfera. Un 35% d'aquesta energia, dissipada, es troba a la capa atmosfèrica situada a un quilòmetre del terra. L'energia eòlica s'obté per captar aquesta energia mecànica per a fer tornar els molins o en el cas d'aerogeneradors, per a transformar-la en electricitat.
La majoria dels aerogeneradors mouen una turbina d'eix horitzontal o més rarament vertical, connectada a un generador que produeix energia elèctrica. Els aerogeneradors poden agrupar-se en parcs eòlics tan a la terra ferma com en la mar. També hi ha altres tipus d'aeroturbines, que poden ser d'eix vertical, amb dues pales, multipales, amb rotor a sotavent. Petits aerogeneradors d'autoconsum queden cars, per la construcció i el manteniment, en comparació amb l'energia solar.

### Energia solar
El Sol té una potència de l'ordre de 4·1026 Watts. L'energia solar arriba a la Terra de manera molt difosa. És una font de vida i origen de la majoria de les altres formes d'energia a la Terra. La radiació solar té un valor de potència que varia amb l'altitud, el clima, la latitud i segons les condicions atmosfèriques i el moment del dia i de les estacions. Es pot recollir directa, difosa (pels núvols, per l'aire) o reflectida pel sòl.
Hom la recull amb panells solars per a transformar-la en energia tèrmica (energia solar tèrmica) o en energia elèctrica (energia solar termoelèctrica i energia solar fotovoltaica, l'obtinguda amb panells fotovoltaics). En les centrals tèrmiques solars es fa servir l'energia tèrmica de col·lectors solars per generar electricitat. També es fa servir en sistemes passius, sobretot a l'arquitectura (vegeu Arquitectura bioclimàtica). Existeixen forns solars d'alta temperatura i des de fa anys molts aparells electrònics (calculadores, etc.) i joguines poden funcionar amb energia solar.

### Energia geotèrmica o obtinguda de la terra

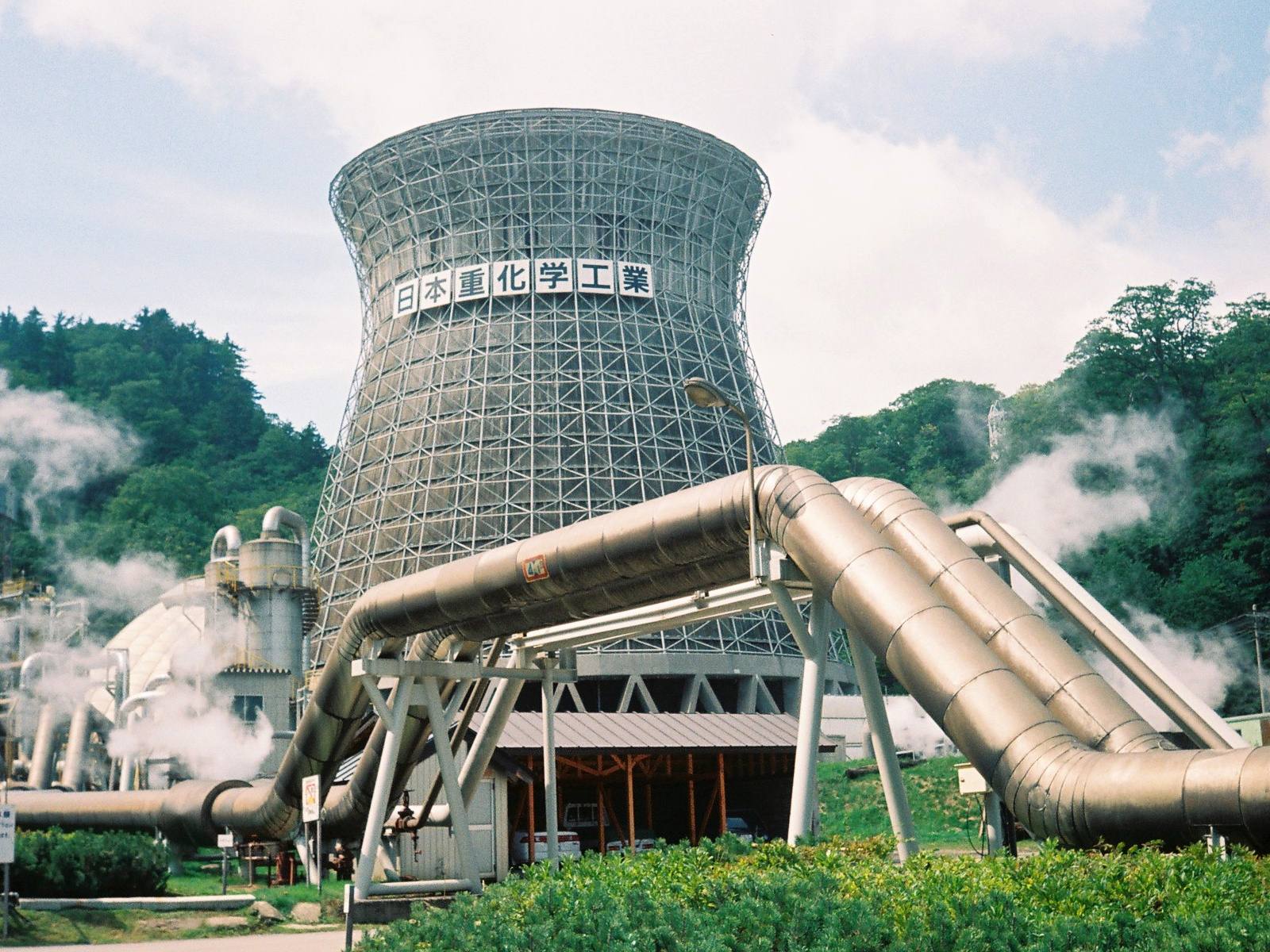
Planta d'energia geotèrmica

La calor de l'interior de la Terra (5.000 °C) es deu a diversos factors, entre els quals destaquen el gradient geotèrmic i la calor radiogènica. Es pot aprofitar l'energia geotèrmica. A gran escala es pot fer servir per a obtenir aigua calenta sanitària (calefacció, rentar roba, etc.), energia tèrmica industrial o bé per a produir electricitat, amb turbina a vapor. A petita escala té usos molt diversos, segons la diferència de temperatures aconseguida. La potència elèctrica mundial a partir d'energia geotèrmica és de l'ordre dels 4.700 MW elèctrics i per a usos tèrmics d'uns 7.000MW tèrmics.
En algunes zones del planeta, a prop de la superfície, les aigües subterrànies poden assolir temperatures d'ebullició, i, per tant, servir per escalfar.

### Energies mareomotrius

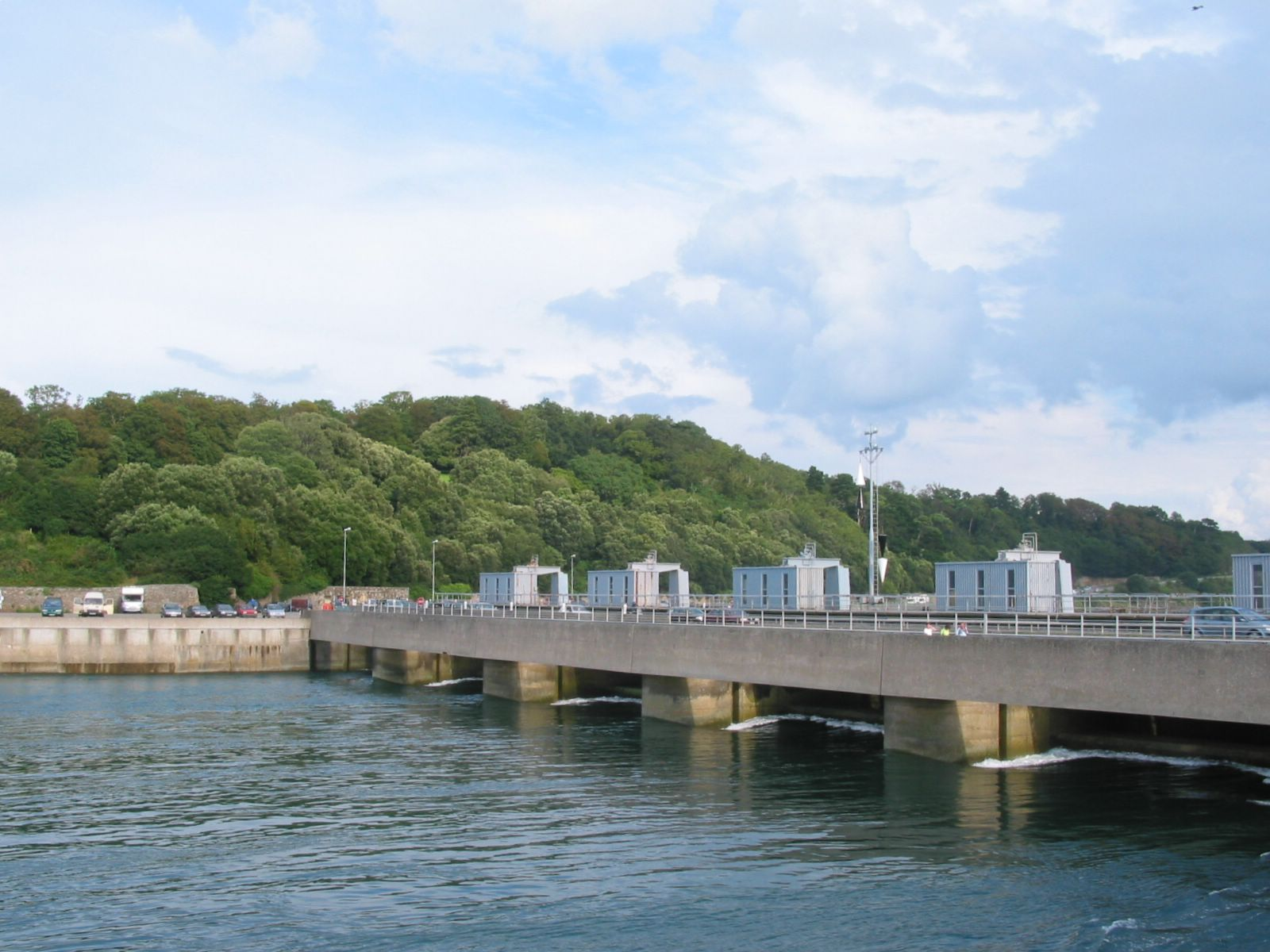
Central elèctrica mareomotriu.

Els mars i oceans tenen un gran potencial energètic amb el qual es pot obtenir electricitat i energia útil. Hom ha plantejat, en fase conceptual i alguns prototipus, fonamentalment les següents tecnologies: L'energia mareomotriu, originada per les forces gravitatòries entre la Lluna, la Terra i el Sol, i que pot aprofitar-se en llocs estratègics, com ara golfs, badies o estuaris utilitzant turbines hidràuliques que van servir la diferència entre la plenamar i la baixamar, junt amb mecanismes de canalització i dipòsit, per obtenir moviment en un eix. L'energia de les ones, produïda pel moviment de les onades. L'energia deguda al gradient tèrmic oceànic aprofita la petita diferència de temperatures entre la superfície del mar i aigües més profundes. L'energia dels corrents marins es podria aprofitar a partir de parcs eòlics submarins, que aprofitarien els corrents horitzontals del medi marí de la mateixa manera que es fa amb el vent en terra ferma. També s'ha proposat aprofitar la diferència de salinitat entre rius i el mar per a aconseguir potència osmòtica o energia blava.

## Consideració de la biomassa i els agrocombustibles

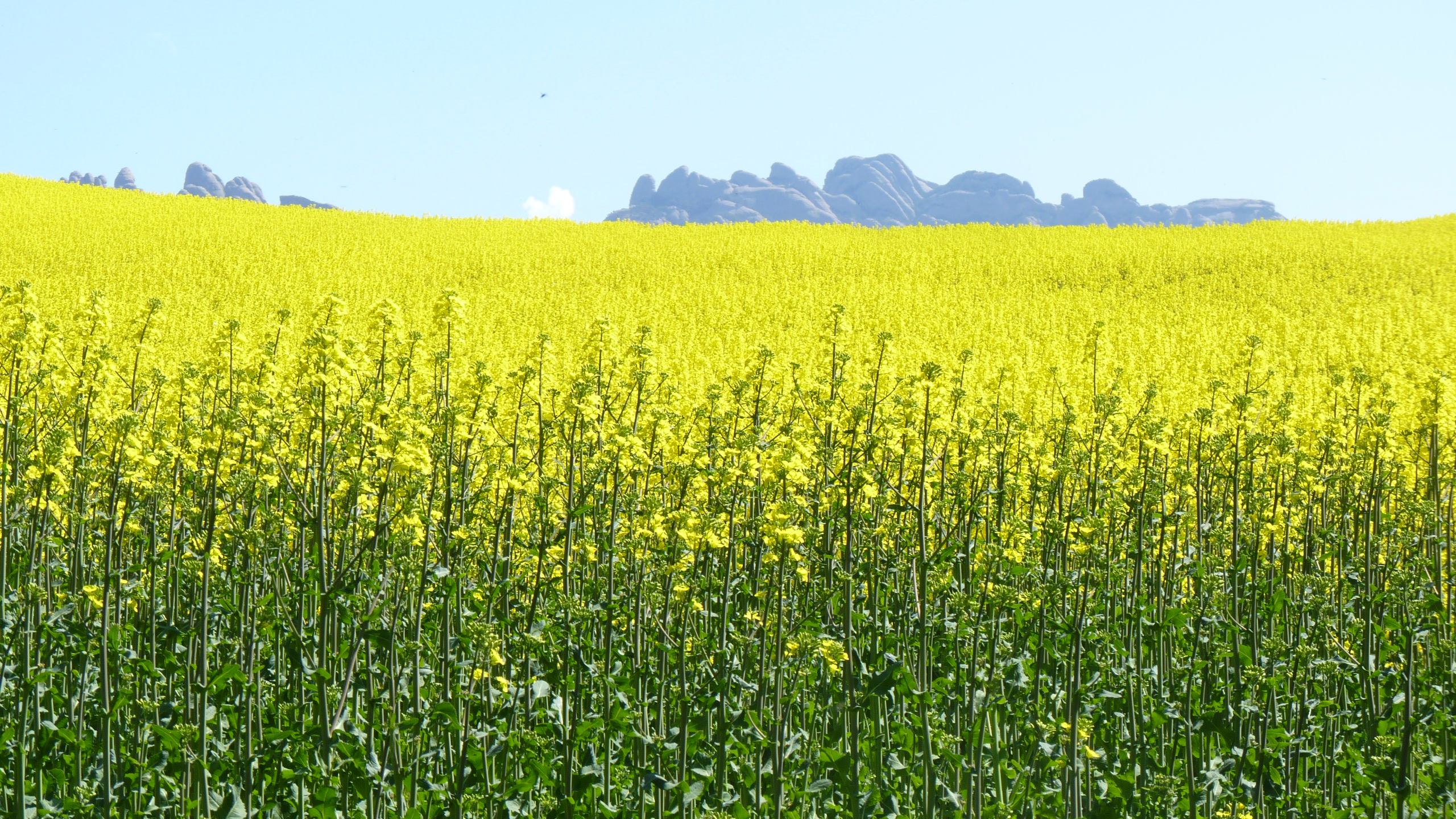
Camp de colza: per a l'alimentació humana o per a ús com a carburant?

La diferència principal entre la biomassa i els combustibles fòssils (restes de plantes mortes que, en haver perdut una gran part d'aigua i aire, tenen l'energia molt més concentrada) és que els segons triguen milers d'anys a formar-se a la natura. En principi la biomassa es pot cultivar i obtenir més ràpidament que el petroli però resulta que ni dedicant totes les terres cultivables del planeta (cosa que implica no poder conrear aliments, ni matèries primeres per a medicaments, etc.) al conreu de biomassa es podria obtenir prou energia com per a substituir la que actualment s'obté amb el petroli o el gas natural, per això actualment es considera una energia exhaurible, no renovable. Algunes formes de la biomassa són el biogàs, el bioetanol i el biodièsel.
Els vegetals per a produir agromassa requereixen temps per a créixer, un temps menyspreable si es compara amb el temps que cal per a formar carbó o petroli (d'aquí que alguns considerin que és renovable). Això fa que productes com l'agroetanol i l'agrodièsel només es poden considerar com a sostenible sí es fan a partir de residus com que fa disminuir la quantitat d'escombraries als abocadors. La transformació de les dejeccions excessives de la ramaderia intensiva –avui una causa major de la pol·lució del rius i aqüífers– en biogas i fertilitzants és una altra font renovable prometedora.
La confusió del públic general a la classificació dels agrocombustibles pot provenir del fet que de vegades empreses interessades en la promoció d'aquest negoci fan rentat d'imatge verd i s'anomenen renovable sense ser-ho.

## Avantatges

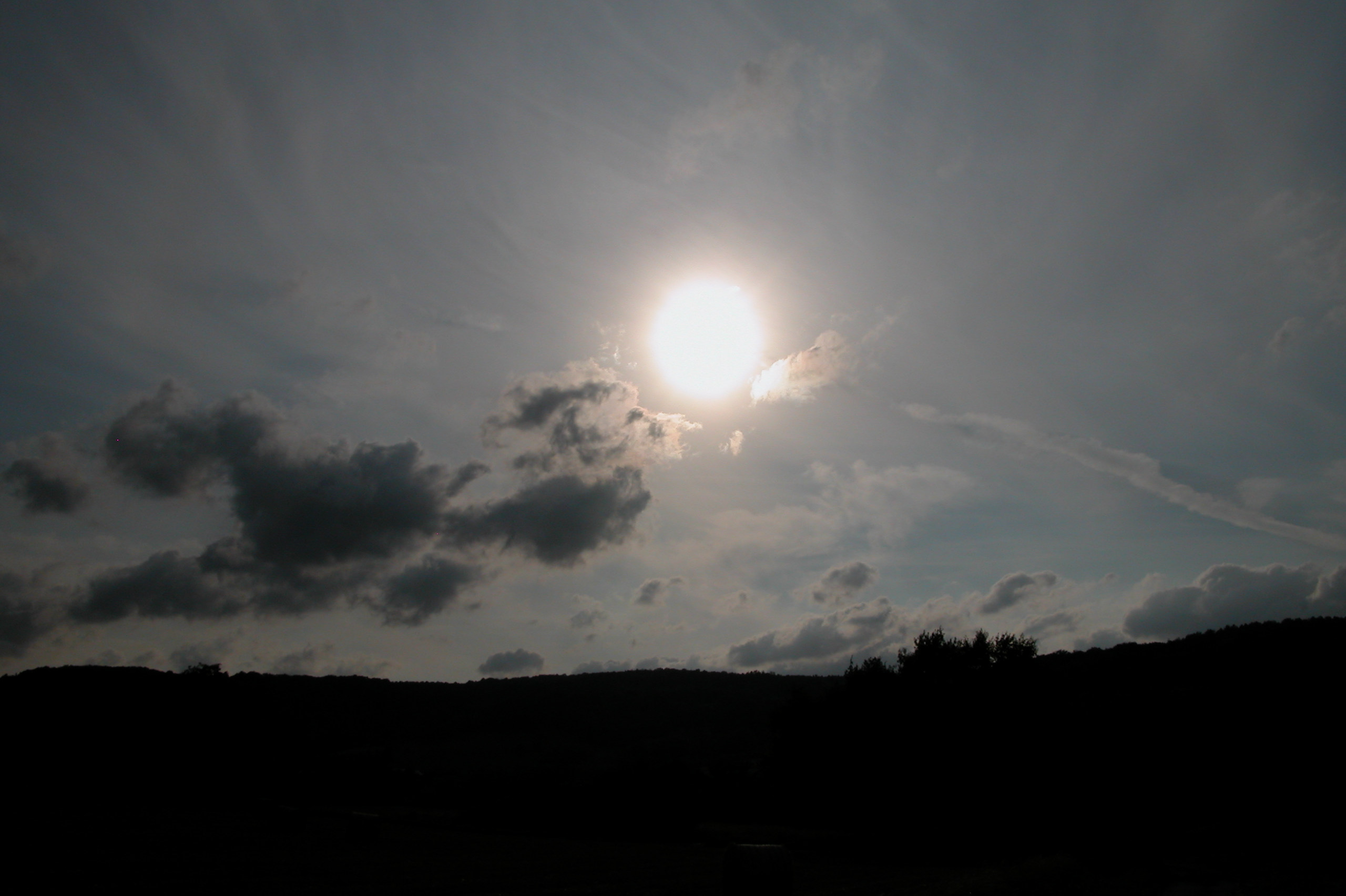
El Sol i el vent són dues fonts d'energia renovable

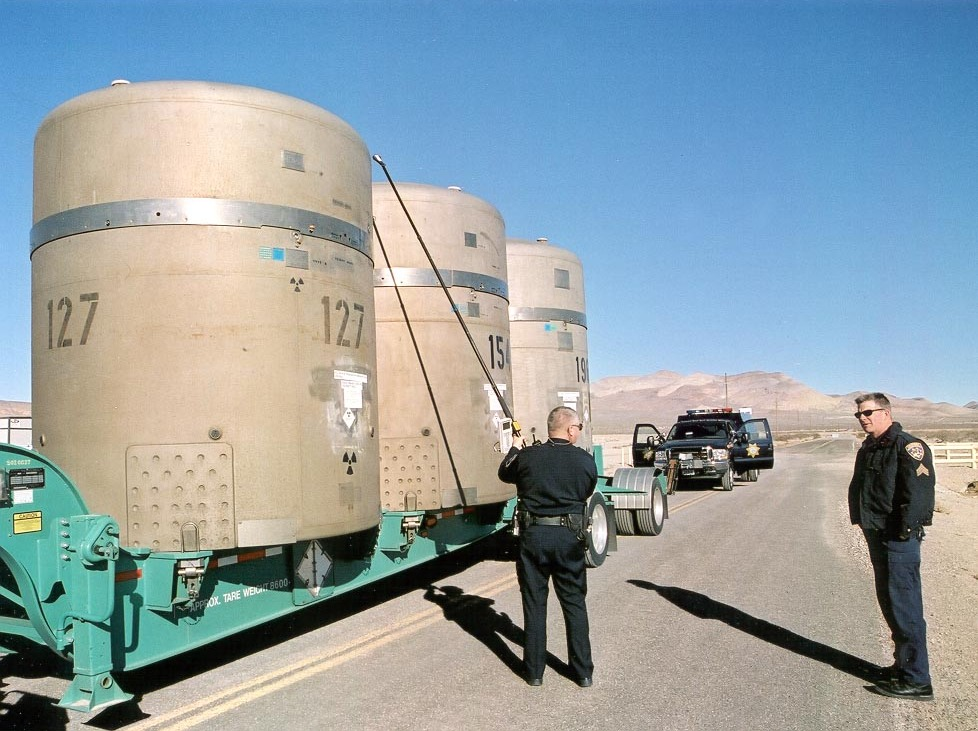
Residus radioactius d'una central nuclear. Els de les renovables són menys perillosos i en quantitats menors.

### Abundància de les fonts
Les fonts d'energia renovables són diferents a les de combustibles fòssils o centrals nuclears per l'abundància. Es considera que el Sol proveirà energia durant els pròxims quatre mil milions d'anys. El vent, la calor de l'interior de la terra i l'energia dels salts d'aigua i de les marees en principi es preveu que tinguin un temps de vida superior a la de l'espècie humana.

### Menor cost de les fonts

Els costos passats de produir energia renovable van disminuir significativament amb el temps, amb el 62% de la generació total d'energia renovable afegit el 2020 amb costos més baixos que l'opció més barata de combustibles fòssils.

La irradiació solar, el vent, l'accés a capes més interiors de la terra i el pas de l'aigua són fonts més econòmiques que la fusta, el carbó, el gas, el petroli i l'urani. Només hi ha el cost de la instal·lació i del manteniment, mentrestant els centrals de combustió tenen aquest cost igualment, però a més han de continuar a comprar combustibles i tractar els residus.
Aquesta diferència econòmica i té importants conseqüències socials a nivell mundial. Es poden fer instal·lacions descentralitzats en llocs aïllats, lluny dels enormes centrals.

### Menor quantitat d'emissions i residus
Les fonts renovables no emeten diòxid de carboni addicional a l'atmosfera, llevat dels necessaris per a la construcció i funcionament. No produeixen gasos d'efecte d'hivernacle ni altres emissions, contràriament al que ocorre amb les combustibles, siguin fòssils o renovables. La biomassa però genera més residus per caloria obtinguda que els combustibles clàssics i de moment, algunes fonts d'energies renovables en vies d'investigació també emeten una gran quantitat d'emissions en el procés d'obtenció d'energia.

Les energies renovables no generen residus perillosos, com ocorre amb, per exemple, l'energia per fissió nuclear d'urani. La biomassa genera els mateixos gasos pol·luents que els combustibles fòssils el carbó, el gas natural i el petroli.

## Inconvenients

### Cost econòmic elevat de l'energia
Un dels motius principals pels quals hom opta per altres fonts d'energia, i particularment els combustibles fòssils, és simplement perquè, per molt que el sol i el vent, per exemple, siguin gratuïts, l'energia obtinguda a partir de fonts renovables resulta la més cara, encara que les altres primàries s'obtinguin a partir de productes (petroli, urani, etc.) més cars. Fins i tot sense tenir en compte els costos d'inversió que representa una nova instal·lació per a una energia renovable i l'enorme cost que pot representar actualitzar (modificar) certes tecnologies, per exemple als transports; el preu per unitat d'energia és més car si aquesta és renovable que si és d'origen fòssil o nuclear. De les renovables, la més competitiva quant a preu és l'energia hidràulica, i efectivament l'ús que se'n fa als Països Catalans és superior a les altres.
La unitat d'energia costa més de cinquanta vegades més si és d'origen renovable que en altre cas. En concret, en 1995 la mitjana de preu de totes les renovables era de 0,089 dòlars per a cada quilowatt-hora d'energia, mentre que un quilowatt-hora d'energia a partir de fòssils (carbó, petroli i derivats, gas natural) costava entre 0,001 $ i 0,005 $, i el preu del quilowatt-hora a partir d'energia nuclear restava en el mateix ordre de magnitud. Concretament, per exemple, el preu que van pagar les empreses estatunidenques en 1995 per a cada quilowatt-hora va ser de 0'007$ per a la hidràulica, 0'115$ per a la geotèrmica i per a l'eòlica, i 0'160$ per a la solar.
Aquest inconvenient esdevindrà a poc a poc un avantatge comparatiu a mesura que els combustibles fòssils es facin, a causa de la seva creixent escassetat, més cars. És també una diferència que els governs poden potenciar, apropant més el cost social al cost econòmic, és a dir encarint prou els carburants fòssils, una mida gens popular.

### Energia difusa
Un problema inherent a les energies renovables és la naturalesa difusa. Ja que certes fonts d'energia renovable proporcionen una energia d'una intensitat relativament baixa, distribuïda sobre grans superfícies, són necessàries nous tipus de "centrals" per convertir-les en fonts utilitzables. Per a 1.000 kWh d'electricitat, consum anual per capita als països occidentals, el propietari d'un habitatge ubicat en una zona ennuvolada d'Europa ha d'instal·lar vuit metres quadrats de panells fotovoltaics, suposant un rendiment energètic mitjà del 12,5%.
Tanmateix, amb quatre metres quadrats de col·lector solar tèrmic, una llar pot obtenir gran part de l'energia necessària per a aigua calenta sanitària.

### Quantitat irregular i incontrolable d'energia obtinguda

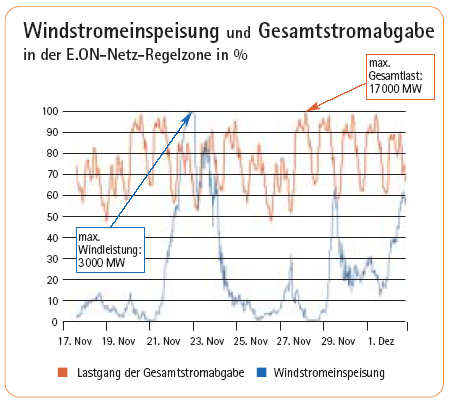
En blau l'energia eòlica produïda per dia en una setmana. El rendiment assoleix tots els valors possibles de 0% a 100% en aquest pocs dies.

Les energies renovables són aleatòries, varien al llarg del temps d'una manera que en principi no és previsible i que gairebé mai coincideix amb la demanda o necessitat de l'energia (elèctrica, tèrmica…) que volem obtenir. Un exemple clàssic és el de l'energia solar tèrmica, n'obtenim més quan fa més calor i potser no en necessitem, i en canvi a l'hivern, que és quan més ens interessa, n'obtenim sempre menys, ja que la radiació solar és menor. La producció d'energia elèctrica permanent exigeix mitjans d'emmagatzemament, com per exemple sistemes hidràulics d'emmagatzemament per bomba bateries, futures piles de combustible d'hidrogen, etc. Aquests han de poder emmagatzemar l'energia prou temps, cosa no sempre possible. Per exemple, a l'exemple anterior, l'energia solar tèrmica domèstica es pot emmagatzemar com a màxim per a una setmana, però en hivern és fàcil que hi hagi set o més dies amb prou poc sol perquè ens quedem sense.
Així doncs, a causa de l'elevat cost de l'emmagatzemament de l'energia, un petit sistema autònom, que no requereixi un altre tipus d'energia alternatiu (elèctrica de la xarxa, per exemple) per a quan falli la renovable, resulta rarament econòmic, excepte en situacions aïllades, quan la connexió a la xarxa d'energia implica costos més elevats.

### Irregular distribució geogràfica

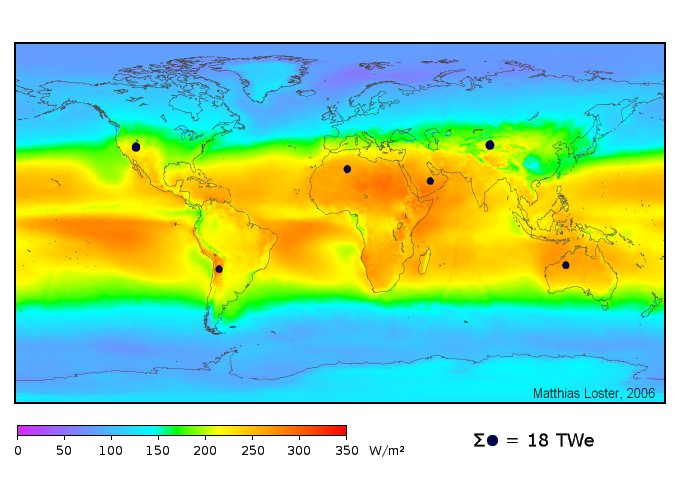
La irradiació solar al món

Com ocorre amb el gas, l'urani el petroli, la diversitat geogràfica dels recursos renovables és també significativa. Alguns països i regions disposen de rius aptes per a instal·lar centrals hidràuliques i altres no, tampoc estan tots a la vora del mar, ni tenen la mateixa radiació solar o prou quantitat de vent com per a poder utilitzar l'eòlica.
Alguns països disposen de recursos importants a prop dels centres principals d'habitatges on la demanda d'electricitat és important. La utilització de tals recursos a gran escala necessita, tanmateix, inversions considerables a les xarxes de transformació i distribució, així com a la pròpia producció.

### Contaminació atmosfèrica, aqüífera i del sòl

#### Biomassa

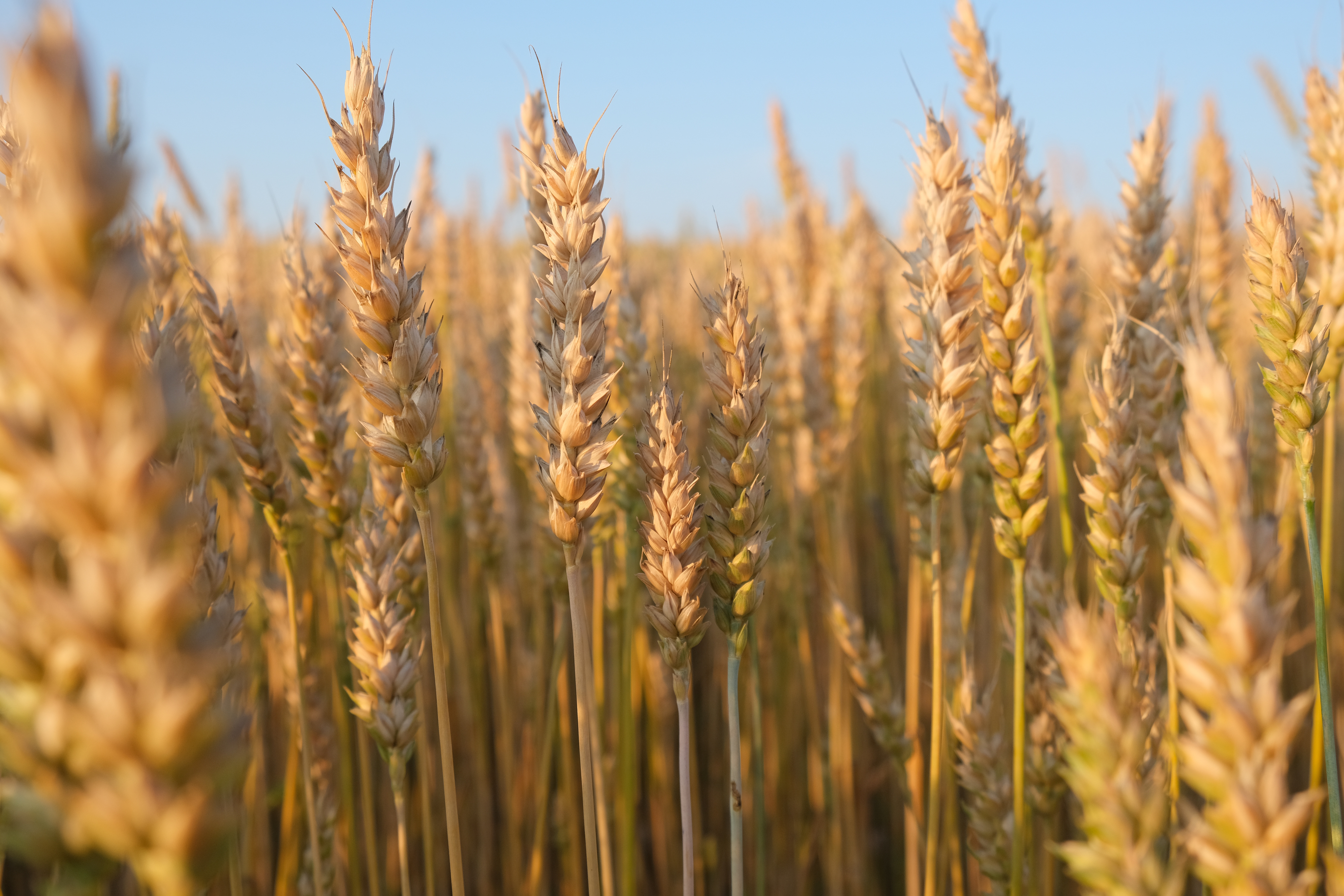
El bioetanol es fa a partir de cultius de consum animal i humà, com el blat, el blat de moro, la remolatxa o la canya de sucre.

La biomassa produeix major quantitat de diòxid de carboni per unitat d'energia produïda que els equivalents fòssils, per la qual cosa resulta més contaminant que aquests. D'altra banda, com el cultiu de la biomassa no es fa per a fins alimentaris, les lleis actuals permeten d'utilitzar-hi fertilitzants i altres substàncies químiques molt contaminants, fins i tot tòxiques, que passen al sòl, a l'aigua i a l'atmosfera.
S'està demostrant un augment general dels preus dels cereals, també usats per a l'alimentació, a causa del seu aprofitament per a la producció de biocombustibles. Els terrenys dedicats al seu conreu no podrien emprar-se per a la producció d'aliments, i sobretot el seu cicle de renovació és massa lent en comparació a la rapidesa del seu consum.
Tampoc es considera desitjable la tala massiva d'arbres per a l'obtenció de llenya (un tipus de biomassa) com a combustible d'ús generalitzat, ni per sostenibilitat ni pel balanç resultant de diòxid de carboni.

#### Geotèrmica

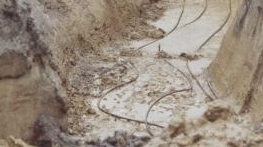
Part de la instal·lació geotèrmica

L'energia geotèrmica no sol es troba molt restringida geogràficament sinó que algunes de les seves fonts són considerades contaminants. Això a causa que l'extracció d'aigua subterrània a alta temperatura genera l'arrossegament a la superfície de sals i minerals no desitjats i tòxics.
En el cas que sigui viable (sense problemes de toxicitat, etc.) l'impacte paisatgístic que genera és notable, a causa sobretot dels quilòmetres de canonades d'un metre de diàmetre que van cap a la central tèrmica, com ocorre per exemple a la Central Geotèrmica de Larderello, a Pisa.

### Contaminació visual

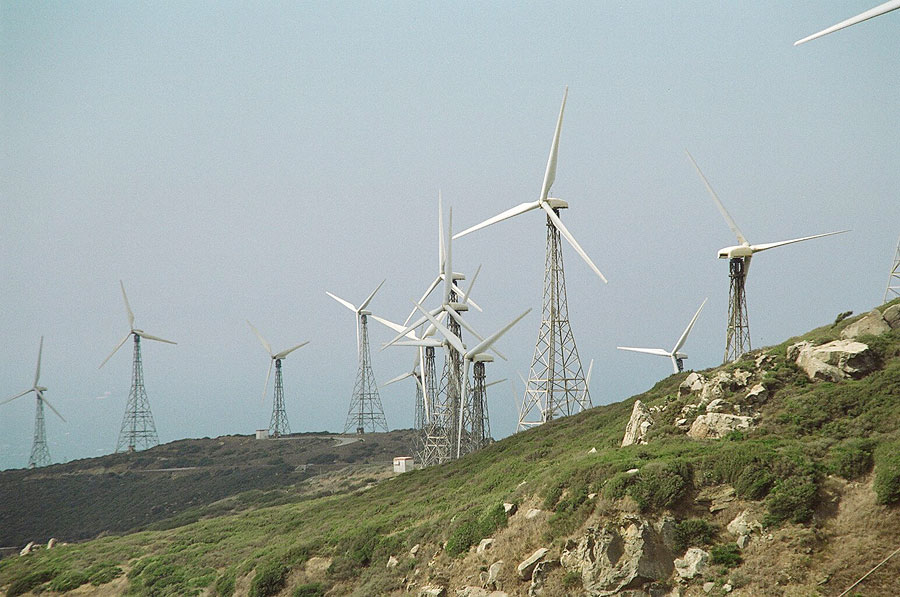
Aerogeneradors

Un inconvenient de les energies renovables és seu impacte visual en l'ambient local. Per exemple, algunes persones no troben estètics els grans parcs de generadors eòlics a l'horitzó d'un paisatge natural, les grans instal·lacions solars elèctriques fora de les ciutats o les instal·lacions hidràuliques als rius en plena natura.

### Contaminació acústica
La contaminació acústica es produeix sobretot a les centrals hidroelèctriques i als aerogeneradors d'energia eòlica. Afecta els humans i l'ecosistema en el qual es troben. La captació d'energia solar en si mateixa és silenciosa, però no sempre ho són tots els components de les seves instal·lacions. L'energia del mar s'obté a partir de sistemes instal·lats dintre de l'aigua, i que per tant no són audibles per a l'oïda humana, però no sabem com pot afectar els mamífers i altres espècies submarines.

### Danys a l'ecosistema

Pas de l'aigua d'un riu a través d'una central hidroelèctrica

Alguns sistemes d'energia renovable generen problemes ecològics particulars: Així doncs, els primers aerogeneradors eren perillosos per als ocells, ara es dissenyen deixant-los passadissos perquè els danys siguin menors. Les centrals hidroelèctriques poden crear obstacles a l'emigració de certs peixos, un problema seriós a molts rius del món, per exemple, en els del nord-oest de l'Amèrica del Nord que desemboquen en l'oceà Pacífic es va reduir la població de salmons dràsticament a causa d'això.

## Conseqüències socioeconòmiques
Algunes característiques de les energies renovables porten a conseqüències que poden ser considerades positives o negatives i, per tant, avantatges o inconvenients, segons l'ètica, la ideologia i els interessos personals de cadascú.

### Diferents fonts
Com s'ha comentat prèviament a l'apartat Menor cost de les fonts, el fet que les matèries primeres siguin de lliure accés o més econòmiques, fins i tot el fet que siguin diferents, contribueix a la igualtat econòmica lligada a l'energia entre països del primer i del tercer món, i en particular afecta negativament els propietaris d'indústries i empreses relacionades amb l'extracció, producció, distribució i venda de fusta, carbó, petroli i els seus derivats, gas natural i gas butà, urani enriquit, etc.
També afecta el fet que aquestes noves fonts estiguin diferentment distribuïdes a la Terra, de manera que, per exemple, una regió amb pocs combustibles fòssils pot tenir molt de sol, o vent o fins i tot una gran suma de fonts renovables diverses; mentre que en altres llocs ocorre a la inversa. Això pot implicar que alguns actuals venedors d'energia, en un futur al qual la majoria de l'energia fos d'origen renovable, passin a ser compradors, i viceversa. O pot ocórrer, per exemple, que poques persones del primer món acumulin una gran quantitat de territori del tercer món per a usar-lo, per, per exemple, captar energia solar, i vendre-la al mateix país al qual la capten, que potser haurà de renunciar a tenir camps de conreu o dedicats a la ramaderia per a tenir els captadors.

### Diferent administració de les xarxes elèctriques
Si la producció d'energia elèctrica a partir de fonts renovables es generalitzés, els sistemes de distribució i transformació no serien ja els grans distribuïdors d'energia elèctrica, però funcionarien per equilibrar localment les necessitats d'electricitat de les petites comunitats. Els que tenen energia en excedent vendrien als sectors deficitaris, és a dir, l'explotació de la xarxa hauria de passar d'una "gestió passiva" on es connecten alguns generadors i el sistema és impulsat per obtenir l'electricitat "descendent" cap al consumidor, a una gestió "activa", on es distribueixen alguns generadors a la xarxa, havent de supervisar constantment les entrades i sortides per garantir l'equilibri local del sistema. Això exigiria canvis importants en la forma d'administrar les xarxes.
Tanmateix, l'ús a petita escala d'energies renovables, que sovint pot produir-se "in situ", disminueix la necessitat de disposar de sistemes de distribució d'electricitat. Els sistemes corrents, rarament rendibles econòmicament, van revelar que una llar mitjana que disposi d'un sistema solar amb emmagatzemament d'energia, i plafons d'una mida suficient, només ha de recórrer a fonts d'electricitat exteriors algunes hores per setmana. Per tant, els que advoquen per l'energia renovable pensen que els sistemes de distribució d'electricitat haurien de ser menys importants i més fàcils de controlar.

## Les fonts d'energia renovables en l'actualitat

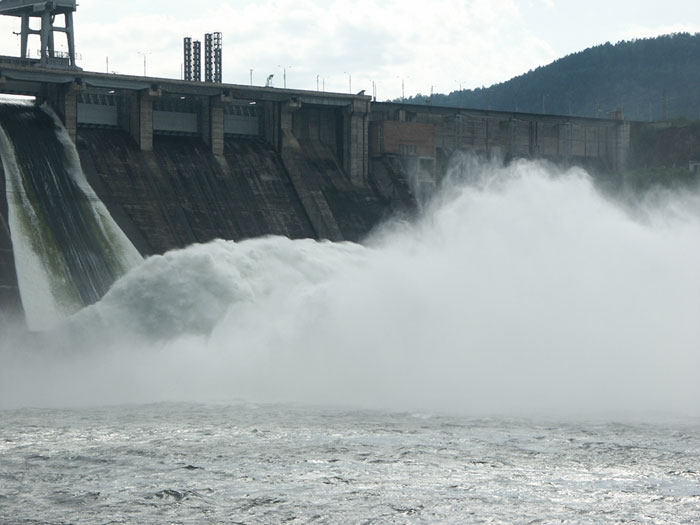
Central hidroelèctrica

Les fonts d'energia renovables representen al món un 20% de la producció d'electricitat, sent el 90% d'origen hidràulic. La resta és molt marginal: biomassa 5,5%, geotèrmica 1,5%, eòlica 0,5% i solar 0,05%.[quan?]
Al voltant d'un 80% de les necessitats d'energia en les societats industrials occidentals se centren entorn de la indústria, la calefacció, la climatització dels edificis i el transport (cotxes, trens, avions). Tanmateix, la majoria de les aplicacions a gran escala de l'energia renovable es concentra a la producció d'electricitat.
A Espanya, les renovables van ser responsables del 19,8% de la producció elèctrica. La generació d'electricitat amb energies renovables va superar l'any 2007 a la d'origen nuclear.

## Rendibilitat econòmica

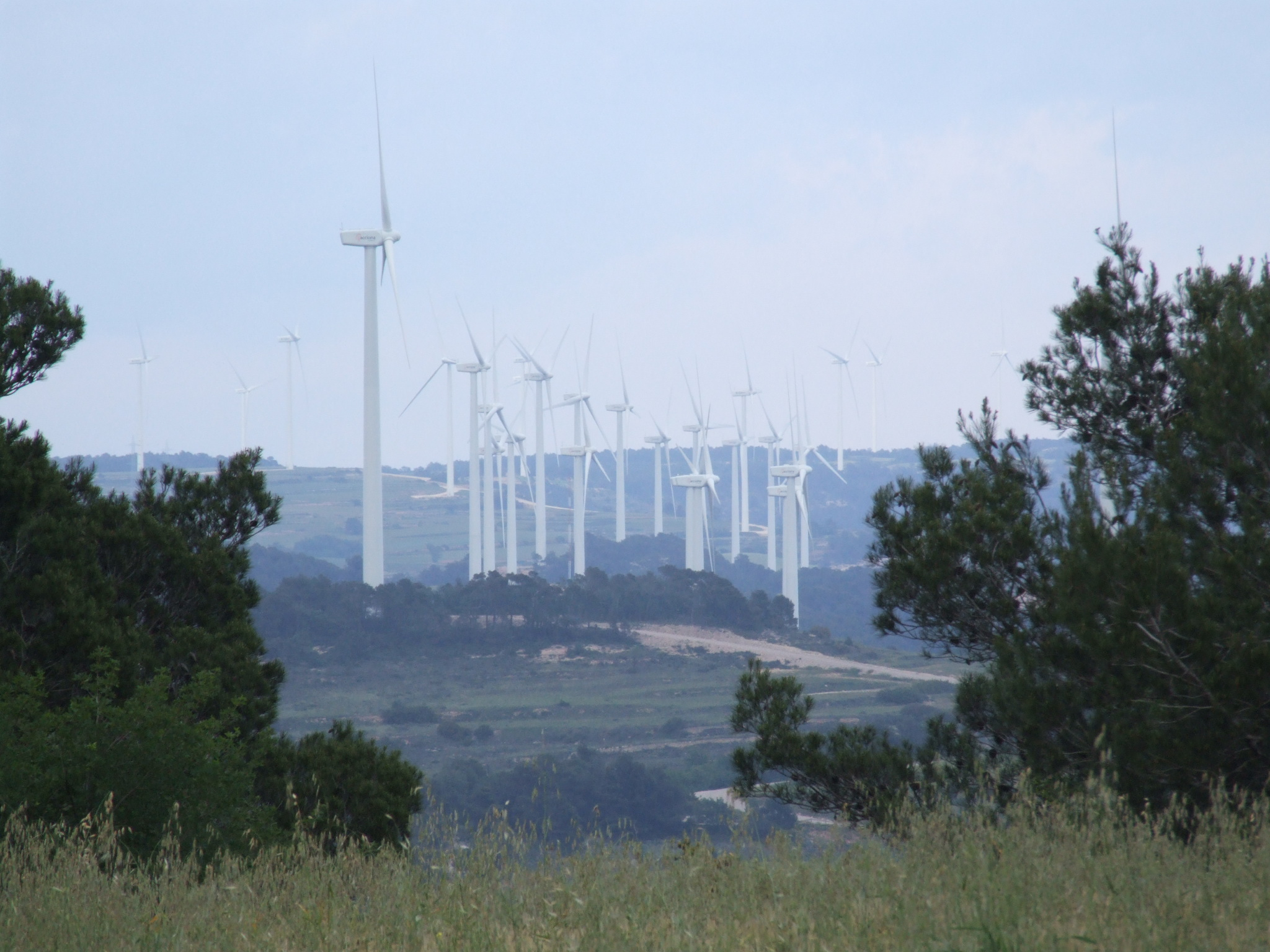
Parc eòlic de Serra del Tallat

La posada en marxa d'una instal·lació d'energia renovable requereix, com per a qualsevol altra instal·lació, fer-ne un balanç econòmic. Hi ha tecnologies que són viables (és a dir, possibles) des d'un punt de vista purament tècnic però que no es poden dur a terme perquè econòmicament no valen la pena. Un parc eòlic, per exemple, és un negoci, i no es durà a terme si les despeses de la inversió inicial més el manteniment són superiors als ingressos econòmics que s'esperen fer per la venda de l'electricitat obtinguda. Hi ha ajudes governamentals (diners dels impostos de tots els contribuents) per a afavorir l'ús de noves tecnologies i que així amb el temps esdevinguin rendibles, com per exemple els autobusos de gas a Barcelona.
Gràcies als acords del protocol de Kyoto, l'any 2008 a Espanya hi va haver ajudes per a la instal·lació de plaques solars domèstiques, que havien de tenir per llei una eficiència energètica mínima per tal que puguin ser amortides en un interval de temps raonable i no més tard del seu propi temps de vida. Aquestes ajudes (subvencions per als costos d'instal·lacions, obligació de compra d'aquestes energies abans que les d'origen fòssil, un preu de compra competitiu de l'electricitat d'origen renovable, etc.) han estat fortament modificades per un seguit de reial decrets i posteriorment anul·lades progressivament durant els governs de Zapatero i Rajoy, fins a la seva completa desaparició el gener de 2012. El 2012 a Espanya estan equiparades a les fòssils i menys protegides que la nuclear. Això fa que avui dia en aquest Estat l'energia solar fotovoltaica no sigui econòmicament viable. Diverses plataformes que lluiten per desenvolupament sostenible demanen l'anomenat "balanç zero", que consistiria en què els productors particulars d'energia solar (és a dir les famílies que tinguin instal·lats panells solars per a fer electricitat a casa seva) puguin vendre a la xarxa elèctrica, en comptes d'haver-ho de tirar, l'excedent d'electricitat obtinguda. Això faria econòmicament viable aquesta font d'energia i d'altres a petita escala, com per exemple l'eòlica pera particulars. Potenciaria un tipus de model energètic més autònom, menys dependent dels grans oligopolis privats i propiciaria que el preu de l'electricitat a particulars en general fos més competitiu (econòmic).

## Viabilitat tècnica

El teorema de Carnot explica que cap màquina pot transformar energia sense perdre'n irreversiblement una part

Una tecnologia o les seves aplicacions, en general i també al cas particular de les energies renovables, és rendible o viable tècnicament si és possible. En el cas particular de l'energia ho és si, a la pràctica i després de tots els processos necessaris, la quantitat d'energia obtinguda al final és major que la usada al llarg de tots aquests. S'ha de tenir en compte que a cada transformació d'un tipus d'energia a una altra se'n perd una quantitat molt important, en forma de calor i d'energia anomenada no útil, que es perd sempre per motius de lleis físiques que no es poden canviar. A més, en passar de la teoria a la pràctica, sempre hi ha altres pèrdues lligades al procés i a la "realitat". Es pot intentar millorar les eficiències d'alguns processos, però el límit, o màxim assolible, és baix. En la pràctica, la majoria de les turbines de vapor no operen a més del 40% d'eficiència o, fins i tot, no s'arriba al 10% en altres tipus de transformacions.
Això vol dir que, per exemple, una transformació d'energia solar a elèctrica i després a calorífica (per un radiador, per exemple), per exemple, té sempre un rendiment tècnic (i per tant ho serà també econòmicament) molt menor que el d'una que va directament de solar a calor. Un cotxe que funciona amb energia elèctrica, que ha estat produïda prèviament en una central tèrmica, consumeix molt més petroli que un que el crema directament (gasoil o gasolina). L'energia obtinguda a través de biomassa, és a dir, vegetals que ha calgut cultivar i, per tant, regar amb aigua (que no és un producte renovable, en aquest cas) i grans quantitats d'energia fòssil consumeix molt més gas, petroli i aigua que l'energia obtinguda per combustió interna directament del gas o petroli; i a més socialment és molt menys sostenible, ja que els camps dedicats al cultiu del vegetal combustible no es poden dedicar a, per exemple, cultivar aliments o preservar la flora i la fauna locals.
A més, en el cas de la majoria d'energies renovables, l'eficiència tècnica màxima que pot assolir l'aparell, central o parc no es dona mai, o poques vegades, a la realitat, ja que es donaria en condicions òptimes ambientals. No podem evitar que el cel estigui ennuvolat, o que els dies siguin més curts o que la radiació solar a l'hivern sigui menys perpendicular als panells solars. Per exemple, no es pot provocar que contínuament faci vent just on hi ha un molí i en la direcció més eficient.

## Producció d'energia
Les energies renovables actuals mai no poden representar el 100% de la producció energètica, ja que la producció depèn de factors geogràfics i climàtics (vent, sol, pluja) no controlables, cosa que obliga a tenir preparat un "pla B" pels moments en què la demanda és superior a la producció. En aquest sentit el desenvolupament de l'energia geotèrmica pot ajudar en alguns dels moments vall. El rècord de màxima producció elèctrica diària per energia eòlica a Espanya va ser de 278.507 MWh el 4 de maig de 2010, aquest dia l'eòlica va poder cobrir el 40% de la demanda total d'electricitat (i així la suma de solar, hidràulica i eòlica va assolir un 55% del total), tot i que habitualment el percentatge és molt inferior. Per exemple, la mitjana d'abril, que és un mes força ventós, de 2010, el percentatge d'electricitat produïda a Espanya a partir d'energia eòlica va ser del 13%.
A més cal tenir en compte que hi ha màquines i vehicles que, per la manera com estan construïts, únicament funcionen amb energies fòssils no renovables. No sempre són més contaminants, per exemple els autobusos d'hidrogen de Barcelona emeten el mateix CO₂ que els que funcionen amb derivats del petroli (però ho fan fora de la ciutat), els cotxes elèctrics emeten més CO₂ i consumeixen més petroli a tots els països (la quantitat exacta depèn del percentatge a cada país de cada una de les seves fonts d'energia elèctrica i de les de l'energia que compren) i les cuines de gas natural consumeixen a Espanya i Catalunya, actualment, menys combustibles fòssils que les elèctriques.

### Al món
L'energia eòlica creix al món a un ritme del 30% anualment, amb una capacitat instal·lada mundialment de 121.000 megawatts (MW) el 2008, i s'utilitza àmpliament en països de la Unió Europea i als Estats Units. La producció anual de la indústria fotovoltaica va arribar als 6.900 MW el 2008, i les plantes fotovoltaiques són populars a Alemanya i Espanya. Hi ha plantes d'energia solar tèrmica als Estats Units i Espanya, la més gran de les quals es troba al desert de Mojave i té una capacitat de 354 MW.

### A Europa
Segons l'Eurostat, a la Unió Europea en 1997 es van produir 81.295 ktep d'energies renovables. Els majors productors europeus van ser França (16.911 ktep), Suècia (13.406 ktep) i Itàlia (12.928 ktep). Espanya, amb 6.966 ktep estava a la quarta posició, molt a prop d'Àustria, Finlàndia i Alemanya. La menor producció es va donar a Luxemburg (48 ktep), seguida d'Irlanda (183 ktep) i Bèlgica (653 ktep).
La majoria d'aquesta producció a Europa és a partir de biomassa (incloent biogàs) i de residus sòlids urbans, que sumen un 63,6% del total; seguits per l'energia hidràulica, amb un 31,8% del total; i de molt més lluny per la geotèrmica (3,4%), l'eòlica (0,8%) i la solar tèrmica (0,4%).

### A Espanya
A Espanya, de gener a abril de 2010, l'electricitat procedent de les diferents fonts renovables (eòlica, hidràulica i solar) va suposar el 40% de la generació total d'energia primària, mentre que el 60% restant corresponia a centrals tèrmiques i nuclears situades a l'Estat. Cal tenir en compte que, a Espanya, la majoria d'energia es compra a l'estranger, en forma de combustibles fòssils (gas natural i petroli) majoritàriament. A pesar que els avenços tecnològics permeten una major eficiència dels aparells elèctrics o que necessiten energia, el seu consum augmenta considerablement. La demanda d'energia elèctrica va créixer un 5,5% durant el mes d'abril de 2010 en comparació amb el mateix mes del 2009.
Segons l'Institut per a la Diversificació i Estalvi d'Energia (IDAE) d'Espanya, en 1998 es van generar a Espanya 39.526 GWh d'energia primària a partir d'energies renovables i s'esperaven, segons el Pla de Foment d'Energies Renovables, 76.555 GWh en 2010.
Desglossat seria, per a les previsions de 2010: 31.129 GWh (2.677 ktep) d'energia hidràulica (centrals de més de deu megawatts), 6.912 GWh (594 ktep) de minihidràulica (centrals de menys de deu megawatts), 21.538 GWh (1.852 ktep) d'eòlica, 13.949 GWh (5.269 ktep) de biomassa, 1.834 GWh (683 ktep) d'energia a partir de residus sòlids urbans, 546 GWh (150 ktep) a partir de biogàs, 459 GWh (180 ktep) a partir d'energia solar termoelèctrica i 176 GWh (15 ktep) d'energia solar fotovoltaica connectada a la xarxa, sense incloure l'energia fotovoltaica aïllada o no connectada.

### A Catalunya
Actualment a Catalunya les energies renovables representen el 8,7% del consum brut d'energia final (criteri segons Directiva 2009/28/CE). La principal font d'energia renovable és la hidràulica, amb 480,1 ktep, seguida de l'eòlica (252,5 ktep) i de la biomassa agrària, animal i forestal (172,8 ktep). El pla de l'energia i canvi climàtic de Catalunya 2012-2020 preveu que es multipliqui per tres el consum d'energies renovables, assolint un percentatge del 20,1% l'any 2020 i complint així amb l'objectiu de la Unió Europea en matèria d'energies renovables.
A Catalunya l'any 1990 van consumir-se 509,7 ktep d'energia primària a partir d'energies renovables, que gairebé es va triplicar el 2013, amb 1356 ktep. D'aquest consum, 149,9 ktep eren de biomassa, 280,7 ktep d'energia eòlica, 492,2 ktep d'hidràuliques, 137,9 ktep de biocarburants, 153 ktep de residus sòlids urbans, 69,4 ktep de biogàs, 29,5 ktep d'energia solar tèrmica, 37,1 ktep de solar fotovoltaica i 6,4 ktep de solar termoelèctrica.

## Consum
El 2006, aproximadament el 18% del consum mundial d'energia havia estat generat per fonts renovables; el 13% generada per la biomassa tradicional, com la crema de fusta. La hidroelectricitat era la següent font d'energia renovable, i va proveir el 3% del consum mundial d'energia i el 15% de la generació d'electricitat.

## Plans de futur
A la Unió Europea es desenvolupen diversos projectes amb el suport de programes europeus, principalment dels Thermie, d'energia solar, i Altener. Alguns d'aquest projectes són, per exemple, dins de Thermie; el projecte Sunergie, que potencia la garantia de resultats solars a les instal·lacions solars col·lectives; el Solmi, que amplia aquesta garantia a les instal·lacions solars domèstiques o individuals, incloent escalfadors solars, edificis bioclimàtics i sistemes de calefacció per terra radiant, entre d'altres; o els projectes 3 PV i 3 PV2, que fan arribar l'electricitat a partir d'energia solar fotovoltaica a més de cent nuclis aïllats dels Pirineus. Dins de l'Altener es pot destacar el programa Resole de creació d'una ruta turística que uneix centres de demostració per a millorar la difusió de les energies renovables a Catalunya i al sud de França. O l'exitós programa Viasol per a implantar sistemes solars de producció d'aigua calenta sanitària, per exemple per a rentar tovalloles, al sector turístic.
En 2006 Greenpeace va presentar un informe en el qual sosté que la utilització d'energies renovables per produir el 100% de l'energia és tècnicament viable i econòmicament assumible, per la qual cosa, segons l'organització ecologista, l'únic que falta perquè a Espanya es deixin de banda les altres fonts d'energia és voluntat política. Per aconseguir-ho, són necessaris dos desenvolupaments paral·lels: de les energies renovables i de l'eficiència energètica (eliminació del consum "superflu").
D'altra banda, un 64% dels directius de les principals utilities consideren que a l'horitzó de 2018 existiran tecnologies netes, assequibles i renovables de generació local, el que obligarà a les grans corporacions del sector a un canvi de mentalitat.

#### Projeccions futures

El 2023 es va preveure que la generació d'electricitat a partir de fonts eòliques i solars superi el 30% el 2030.

Un informe de desembre de 2022 de l'AIE preveu que durant el període 2022-2027, les energies renovables creixarien gairebé 2.400 GW en la principal previsió, equivalent a tota la capacitat de potència instal·lada de la Xina el 2021. Aquesta és una acceleració del 85% respecte a les cinc anys anteriors, i gairebé un 30% més que el que l'IEA va preveure en el seu informe de 2021, fent la revisió a l'alça més gran mai. Es preveu que les renovables representin més del 90% de l'expansió de la capacitat elèctrica mundial durant el període previst. Per aconseguir zero emissions netes l'any 2050, l'IEA creu que el 90% de la generació d'electricitat global s'haurà de produir a partir de fonts renovables.
El juny de 2022, el director executiu de l'AIE, Fatih Birol, va dir que els països haurien d'invertir més en energies renovables per "alleujar la pressió sobre els consumidors pels alts preus dels combustibles fòssils, fer que els nostres sistemes energètics siguin més segurs i encaminar el món per arribar a les metes del nostre clima."
El pla quinquennal xinès fins al 2025 inclou l'augment de la calefacció directa mitjançant energies renovables com la geotèrmica i la solar tèrmica.
REPowerEU, el pla de la UE per fugir de la dependència del gas fòssil rus, s'espera que demani molt més hidrogen verd.
Després d'un període de transició, s'espera que la producció d'energia renovable constitueixi la major part de la producció mundial d'energia. El 2018, l'empresa de gestió de riscos, DNV GL, preveu que el mix energètic primari del món es dividirà per parts iguals entre fonts fòssils i no fòssils l'any 2050.